# Halkapınar (ville)
Pour les articles homonymes, voir Halkapinar.
Halkapınar est une ville et un district de la province de Konya dans la région de l'Anatolie centrale en Turquie.